# Gnamptogenys hartmani
Gnamptogenys hartmani (лат.) — вид примитивных тропических муравьёв рода Gnamptogenys трибы Ectatommini подсемейства Ectatomminae. Распространены в джунглях Панамы.

## Описание
Длина тела 3,5—5 мм. Тело бледно-красновато-коричневое. Одиночный черешковый петиоль. Голову и всё тело покрывают глубокие горизонтальные канавки. 12-члениковые усики. Большие выпуклые глаза. Челюсти треугольные с плоским базальным краем.
Рабочие Gnamptogenys hartmani способны легко справиться с муравьями-листорезами родов Trachymyrmex и Sericomyrmex, поэтому их колонны и с лёгкостью узурпируют гнёзда: достаточно нескольких вторгающихся рабочих, чтобы устроить панику среди муравьёв-листорезов и заставить их скрыться из гнезда. И личинки и взрослые G. hartmani потребляют грибы и расплод хозяев после того, как их колония мигрирует к своему новому месту жительства в гнезде, покинутом листорезами. Рабочие G. hartmani активно не обслуживают, не поддерживают и не изменяют грибные сады, и со временем эти муравьи должны сменить гнездо.